# Stern
Stern er et tysk ugentligt nyhedsmagasin med fokus på politik og underholdning. 
Magasinet blev grundlagt i 1948 og er med sit oplag på 1,01 mio. eksemplarer (2006) et af Europas største nyhedsmagasiner. Det udgives af Gruner + Jahr, der er et datterselskab i Bertelsmann-koncernen.
Internationalt er Stern mest kendt for at have udgivet Hitlers dagbøger. Kort tid efter udgivelsen af det pågældende magasin i 1983 blev det ved en videnskabelig test afsløret, af dagbøgerne var forfalskede. Som følge af sagen gik flere redaktører på Stern af og magasinet blev kastet ud i en større krise. Sterns troværdighed led alvorlig skade og magasinet måtte derfor bygge den op på ny. I Tyskland blev bladet mest husket for en artikel i 1971, hvor 374 kvinder stod frem og indrømmede, at de havde fået foretaget en abort – selv om det var ulovligt i datidens Vesttyskland. Billedsiden fylder meget i bladet, og det er kendt for at bringe billeder af høj kvalitet.
Stern producerer desuden tv-programmet Stern TV, der sendes på RTL.